# Fontane
Fontane (in croato Funtana) è un comune dell'Istria (Croazia) istituito nel 2006 separandone il territorio da Orsera.

## Geografia fisica
Il centro abitato principale è, appunto, Fontane, tipico paesino istriano posto su una piccola collina di fronte al Mare Adriatico. La cittadina è servita anche di un piccolo porto peschereccio. Davanti alla costa vi sono delle piccole isole: Grande Scoglio (Veliki Školj), Scoglietto (Školjić), Tuf, Scoglio Tondo (Tovarjež) e Gusti Školj. Il comune di Fontane ha un solo insediamento (naselja), Fontane (Funtana).

## Storia
Il toponimo deriva da sorgenti d'acqua viva vicino a Fontane note sin dall'antichità; benché esse si trovino nelle vicinanze del mare e sul livello della superficie salmastra, vi sgorga un'acqua dolce, cristallina e potabile. L'area fu frequentata in epoca romana: del II secolo d.C. sono i resti di una grande villa romana eretta sull'istmo di Zorna nella Laguna Verde (Zelena Laguna), servita da terme con peristilii che si alimentavano, appunto, dalle sorgenti di Fontane attraverso un acquedotto semisotterraneo. Era affiancata anche da un porticciolo probabilmente utilizzato non solo dai proprietari, ma anche per il rifornimento delle navi che transitavano lungo la costa occidentale istriana.

Tra le testimonianze architettoniche del passato vanno ricordati diversi luoghi di culto: la chiesetta della Madonna della Misericordia (stile romanico dell'XI secolo), la chiesetta di Santa Lucia (eretta nel 1740), il Castello-Fortezza (del 1610, il cui interno non è accessibile al pubblico), la chiesa della Madonna del Carmelo (del 1631), nonché la chiesa parrocchiale di San Bernardo (eretta nel 1621).

## Economia

### Turismo
Un più ampio sviluppo economico si è avuto negli anni sessanta, con la nascita di villaggi turistici presso la Zelena Laguna e la spiaggia di Valcanela (Valkanela), nonché del campo naturisti Istra. Tuttora la maggior occupazione è il noleggio di stanze, nonché la gestione di ristoranti, locande, cantine vitivinicole e impianti ricreativi per sport acquatici (vela, immersioni, sci nautico), tennis, calcio, minigolf, bocce, bowling ed equitazione.

## Società

### La presenza autoctona di italiani
È presente una comunità di italiani autoctoni che rappresentano una minoranza residuale di quelle popolazioni italofone che abitarono per secoli la penisola dell'Istria e le coste e le isole del Quarnaro e della Dalmazia, territori che appartennero alla Repubblica di Venezia. La presenza degli italiani a Fontane è drasticamente diminuita in seguito all'esodo giuliano dalmata, che avvenne dopo la seconda guerra mondiale e che fu anche cagionato dai "massacri delle foibe".
| %      | Ripartizione linguistica (gruppi principali) |
| ------ | -------------------------------------------- |
| 2,09%  | madrelingua bosniaca                         |
| 90,30% | madrelingua croata                           |
| 2,54%  | madrelingua italiana                         |
| 1,43%  | madrelingua albanese                         |

Secondo il censimento del 1921, a Fontane risiedevano 115 italiani e 525 croati.